# Вин
Вин (виј. Vinh) је град у Вијетнаму у покрајини Нге Ан. Према резултатима пописа 2009. у граду је живело 282.981 становника.